# Kadaňský orloj
Kadaňský orloj je umělecké dílo v Kadani na Nábřeží Maxipsa Fíka v prostoru pod Kadaňským hradem. Jedná se o kovovou repliku původního hodinového stroje pražského staroměstského orloje nazvanou „Pocta Mikulášovi z Kadaně“. Autorem mohutné kované skulptury je umělecký kovář Karel Meloun. Ten ji roku 2014 vytvořil na počest Mikuláše z Kadaně, kadaňského rodáka, hodináře a tvůrce slavného orloje na Staroměstské radnici v Praze. Na gotické radniční věži v Kadani byla již předtím v roce 2010 odhalena při 600. výročí orloje bronzová pamětní deska na připomínku slavného kadaňského rodáka.